# In-A-Gadda-Da-Vida
In-A-Gadda-Da-Vida (zniekształcony fonetyczny zapis wyrażenia In the Garden of Eden – „W rajskim ogrodzie”) – drugi album studyjny amerykańskiej, psychodelicznej grupy rockowej Iron Butterfly wydany w 1968 roku. Najbardziej znanym utworem z tego albumu jest kompozycja tytułowa – bogata w elementy jamowe, trwała 17 minut i pokryła całą stronę B oryginalnego wydania winylowego.
Album znalazł się na 4. miejscu na liście Billboardu. Obecnie album ma status czterokrotnej platynowej płyty w Stanach Zjednoczonych, a na całym świecie rozszedł się w ilości 30 milionów kopii. Był to również najlepiej sprzedający się album wytwórni Atlantic Records do czasu wydania albumu Led Zeppelin IV.

## Spis utworów

### Oryginalne wydanie winylowe
Wszystkie utwory (z wyjątkiem „Termination”) zostały napisane przez Douga Ingla.

#### Strona A
| 1. | „Most Anything You Want”               | 3:44  |
|    |                                        |       |
| 2. | „Flowers and Beads”                    | 3:09  |
|    |                                        |       |
| 3. | „My Mirage”                            | 4:55  |
|    |                                        |       |
| 4. | „Termination” (Erik Brann, Lee Dorman) | 2:53  |
|    |                                        |       |
| 5. | „Are You Happy”                        | 4:31  |
|    |                                        |       |
|    |                                        | 19:12 |
|    |                                        |       |

#### Strona B
| 1. | „In-A-Gadda-Da-Vida” | 17:05 |
|    |                      |       |
|    |                      | 17:05 |
|    |                      |       |

### Utwory bonusowe w wersji deluxe z 1995 roku
| 1. | „In-A-Gadda-Da-Vida (live)”            | 18:51 |
|    |                                        |       |
| 2. | „In-A-Gadda-Da-Vida (wersja singlowa)” | 2:53  |
|    |                                        |       |
|    |                                        | 21:44 |
|    |                                        |       |

## Single
Single amerykańskie
- „In-A-Gadda-Da-Vida”/„Iron Butterfly Theme” (oba utwory w wersjach skróconych) -- Atco 6606
- „In-A-Gadda-Da-Vida”/„Soul Experience” -- Atlantic 13076

Single spoza USA
- „In-A-Gadda-Da-Vida”, „Flowers and Beads”/„My Mirage” (EP)
- „Termination”/„Most Anything You Want”

## Pozycje na listach
| Rok  | Singiel                              | Notowanie         | Pozycja |
| ---- | ------------------------------------ | ----------------- | ------- |
| 1968 | In-A-Gadda-Da-Vida (wersja singlowa) | Single Billboardu | 30      |

## Wykonawcy
- Doug Ingle: organy, wokal prowadzący (z wyjątkiem utworu „Termination”)
- Erik Brann: gitara, wokal wspierający, wokal prowadzący w utworze „Termination”
- Lee Dorman: gitara basowa, wokal wspierający
- Ron Bushy: perkusja, instrumenty perkusyjne

## Produkcja
- Aranżacje: Iron Butterfly
- Producent: Don Casale
- Inżynier dźwięku i nagrań: Jim Hilton
- Miksowanie: Bill Cooper